# Хребтово (Псковская область)
Хребтово — деревня в Великолукском районе Псковской области России. Входит в состав сельского поселения «Пореченская волость».
Расположена на восточном побережье озера Хребтовское, в 46 км к югу от райцентра Великие Луки и в 15 км к юго-востоку от волостного центра Поречье.

## Население
Численность населения деревни по состоянию на 2000 год составляла 10 жителей, на 2010 год — 6 жителей.

## История
До 2005 года деревня входила в состав ныне упразднённой Урицкой волости.